# Musée régional du cidre
Le musée régional du cidre de Valognes est installé dans la maison dite du « Grand Quartier », dernier immeuble subsistant d'un édifice construit au XVe siècle.
Le musée régional du cidre de Valognes a pour objectif « de conserver et de présenter au public un ensemble représentatif d'objets et outils liés à la production cidricole, depuis la cueillette jusqu'à la consommation du breuvage ».

## Histoire
La maison est un ancien atelier d'un artisan teinturier situé au bord de la rivière, disposant d'un escalier à vis, cinq cheminées intérieures et des fenêtres à meneaux.
La maison est inscrite au titre des monuments historique depuis 1975.